# Recurvirostra
Recurvirostra (klyder) er en slægt af vadefugle. Klyden (Recurvirostra avosetta), som er udbredt i Europa, Afrika og Asien, yngler ret almindeligt i Danmark. De øvrige tre arter lever hver for sig i henholdsvis Nordamerika, Sydamerika og Australien.